# Margot Gloede
Margot Gloede – verheiratet Heidel – (* 1919; † nach 1974) war eine deutsche Tischtennisspielerin. Sie nahm an der Weltmeisterschaft 1959 teil.

## Werdegang
Gloede spielte zunächst beim VfB Mühlburg und Anfang der 1950er Jahre beim ESG Karlsruhe. Später gehörte sie den Vereinen TSG Heidelberg (nach 1954 und um 1959), TV Waldhof Mannheim (bis 1961), TSG 78 Heidelberg (1961–1962), Freiburger FC (1962–1964) und SSV Freiburg (1964–1974) an.
Zwischen 1950 und 1962 wurde Gloede zehn Mal Badische Meisterin im Einzel, zwölf Mal im Doppel und vier Mal im Mixed. 1953 siegte sie im Einzel bei der Internationalen Meisterschaft der Schweiz. Am 27. März 1954 bestritt sie in Koblenz ein offizielles Länderspiel gegen Frankreich, das erste deutsch-französische Länderspiel nach dem Zweiten Weltkrieg. Dabei besiegte sie Claude Rougagnou und verlor das Doppel und das Einzel gegen Christiane Watel. In der DTTB-Rangliste wurde sie 1954 auf Platz 6 geführt. 1956 wurde sie bei der Nationalen Deutschen Meisterschaft im Doppel mit Gisela Fersching Zweite.
1959 wurde sie für die Individualwettbewerbe der Weltmeisterschaft in Dortmund nominiert, wo sie unter dem Namen Heidel antrat. Hier besiegte sie im Einzel Alicia Guri (Spanien) und schied in der zweiten Runde gegen Sárolta Máthé (Ungarn) aus. Im Doppel mit Dagmar Katerbau verlor sie in der ersten Runde gegen Kathleen Best/Pamela Mortimer (England).
Mit der Damenmannschaft des SSV Freiburg erreichte sie 1965/66 das Endspiel des ETTU Cups.

## Privat
Um 1957 heiratete Gloede und trat danach unter den Namen Margot Heidel. Ihr Sohn Wolfgang Gloede war später ein bekannter Tischtennisspieler im Raum Freiburg.

## Turnierergebnisse
| Verband | Veranstaltung     | Jahr | Ort      | Land | Einzel    | Doppel    | Mixed     | Team |
| ------- | ----------------- | ---- | -------- | ---- | --------- | --------- | --------- | ---- |
| FRG     | Weltmeisterschaft | 1959 | Dortmund | FRG  | letzte 64 | letzte 32 | Scratched |      |